# Alex Dupont
Alex Dupont (Dunkerque, Francia, 30 de junio de 1954-La Turbie, 1 de agosto de 2020) fue un futbolista y entrenador francés. 

## Biografía
Como jugador, ocupó la posición de centrocampista y tuvo una breve carrera, debutó y se retiró en el USL Dunkerque con un lapso de cuatro años por el SC Hazebrouck.
Comenzó su carrera como entrenador en 1984, haciéndose cargo del USL Dunkerque. Posteriormente entrenó a varios clubes franceses durante treinta años. En su palmarés cuenta con una Copa de la Liga, que obtuvo dirigiendo al FC Gueugnon. Es el único equipo de la Ligue 2 que ha ganado esta competición.
También estuvo al mando del CS Sedan Ardennes y lo clasificó para la Copa de la UEFA en el 2000, un logro que fue motivo de elogios por parte de la prensa. También tuvo una breve experiencia en la Selección de Catar.
En enero de 2004, se hizo cargo Stade Lavallois, equipo con el que obtuvo la permanencia en la Ligue 1. En la temporada siguiente, también mantuvo al SC Amiens en la Ligue 1, aunque no llegó a concluir su segundo curso en el equipo del norte de Francia.
Posteriormente, regresó al FC Gueugnon y lo dirigió durante la mayor parte de la temporada 2007-08, esta vez, sin poder evitar el descenso al Championnat National.
En mayo de 2009, fichó por el Stade Brestois 29, al que ascendió a la máxima categoría del fútbol francés al año siguiente y lo mantuvo en la élite al finalizar 16º en la Ligue 1 2010/11. Fue despedido en abril de 2012, tras encadenar seis derrotas en los siete últimos partidos, siendo reemplazado por Corentin Martins a falta de cinco jornadas para el final del campeonato.
Poco después, firmó por el AC Ajaccio. Acabó siendo destituido a finales de año a causa de una mala racha de resultados, aunque el equipo no ocupaba puestos de descenso.
En 2013, regresó al Stade Brestois 29.
Falleció en La Turbie el 1 de agosto de 2020 a causa de un paro cardíaco.

## Clubes

### Como jugador
| Club          | País    | Año       |
| ------------- | ------- | --------- |
| USL Dunkerque | Francia | 1972-1975 |
| SC Hazebrouck | Francia | 1975-1979 |
| USL Dunkerque | Francia | 1979-1983 |

### Como entrenador
| Club                           | País                   | Año       |
| ------------------------------ | ---------------------- | --------- |
| USL Dunkerque                  | Francia                | 1984-1985 |
| USL Dunkerque                  | Francia                | 1990-1996 |
| US Boulogne                    | Francia                | 1996-1997 |
| FC Gueugnon                    | Francia                | 1998-2000 |
| CS Sedan Ardennes              | Francia                | 2000-2001 |
| Selección de Catar (asistente) | Catar                  | 2001-2002 |
| Stade Lavallois                | Francia                | 2004      |
| SC Amiens                      | Francia                | 2004-2006 |
| Selección sub-21               | Emiratos Árabes Unidos | 2006-2007 |
| FC Gueugnon                    | Francia                | 2007-2008 |
| Stade Brestois 29              | Francia                | 2009-2012 |
| AC Ajaccio                     | Francia                | 2012      |
| Stade Brestois 29              | Francia                | 2013-2016 |